# Filippo Bellini
Filippo Bellini (Urbino, 1550 c.a – Macerata, 1604) è stato un pittore italiano.

## Biografia

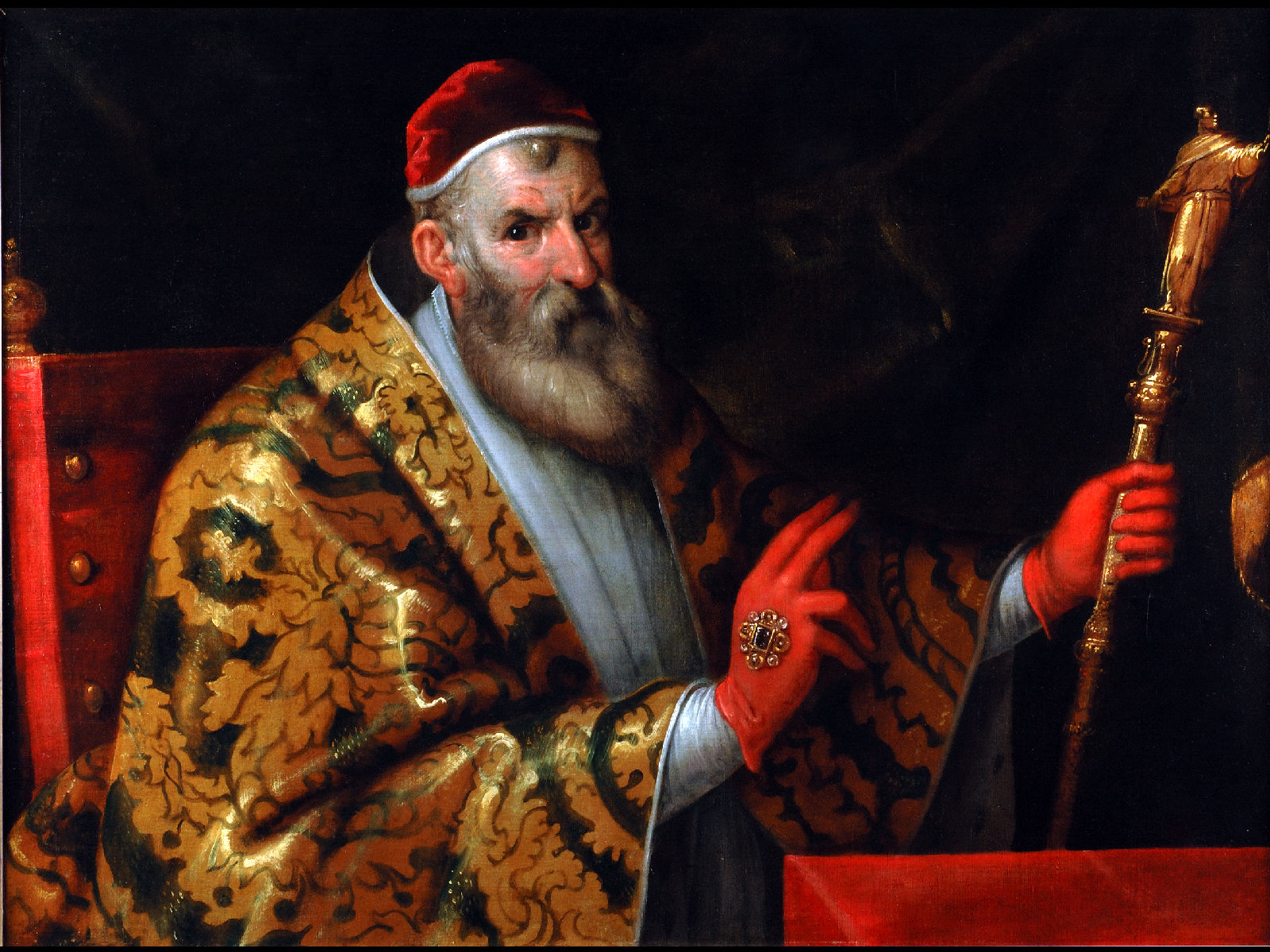
Ritratto di papa Sisto V, Musée national du château, Pau.

La sua prima opera documentata risale al 1576 ed è andata perduta. Si formò nella bottega di Federico Barocci, la cui influenza, assieme a quella degli Zuccari, fu fondamentale durante tutto il percorso pittorico dell'artista. A completare la sua vasta e composita cultura si devono aggiungere elementi emiliani, derivati dal giovane Pellegrino Tibaldi, romani e veneti, questi ultimi dovuti alla presenza di Claudio Ridolfi a Urbino nel 1590.
Attivo principalmente nelle Marche, si dedicò a grandi cicli decorativi, come nella Cappella del Santo Nome di Gesù (1592) della Basilica della Santa Casa di Loreto, a Ostra e a Fabriano.